# 超人墓場
- キン肉マン > 超人墓場

超人墓場（ちょうじんはかば）は、ゆでたまごの漫画『キン肉マン』に登場する架空の地名。

## 概要
初登場は「キン肉星王位争奪編」。キン肉マン対ミキサー大帝の試合中に、ミキサー大帝および邪悪の神によって火事場のクソ力を封印されたキン肉マンが行き着いた場所。『キン肉マン』の世界におけるあの世で、宇宙全体のこの世、悪魔界、天上界とともに『キン肉マン』の世界観をなす。現世と隔離された聖域と呼ばれ、通常は一部の例外を除いて魂だけになった死亡超人と完璧超人、墓守鬼以外は入り込めない特殊な次元空間となっている。
死亡した超人が行き着く先であり、四次元やブラックホールよりも脱出困難な場所と言われている。キン肉マンが飛ばされた際には、先の「夢の超人タッグ編」で死亡したウォーズマンやドクター・ボンベがいた。そこでの働きぶりに応じて生命の玉を渡され、4つ揃えれば早くて半年で生き返ることができるが、遅ければ100年経っても無理だという。死因に年齢が関係している者は生き返れないとする書籍もある。超人墓場にいた超人の中には働かずに浮遊している者もおり、悪魔超人、ブロッケンマン、ペンタゴンなども浮かんでいた。
墓守鬼たちが鞭を振るい死亡超人に労働をさせる他、モニターにて現世での戦いを監視している。墓守鬼は生命を取り戻した者を取り締まることはできないため、ドクター・ボンベにより生命ある岩から作成された人工心臓を移植され肉体が生き返ったウォーズマンには手が出せなかった。
姫路城の抜け穴、大阪城の水堀リングの底、復活安土城の天守閣リングが超人墓場に通じる入り口になっている。

## 超人閻魔
超人墓場は長である超人閻魔（ザ・マン）が取り仕切っており、超人の死亡の確認をとって超人墓場への入場許可証を発行する。また、働きぶりを認められ蘇りを強く希望する超人の審査も行う。「キン肉星王位争奪編」では入場許可証を発行したにもかかわらず完璧超人の同志により蘇生され生きていたネプチューンマンの抹殺と、超人墓場を脱走したウォーズマンを含めたキン肉マンチームの皆殺しを超人ハンターのジ・オメガマンに依頼していた。
アニメ『キン肉マン キン肉星王位争奪編』の超人閻魔は超人墓場の支配者としてのみならず、5人の邪悪の神を操り大宇宙征服の拠点としてキン肉星の王位の座を奪って正義超人の撲滅を企む諸悪の根源だったという設定が追加されており、キン肉マンが誕生した病院に火災が起こったのも、邪悪の神が5人の運命の王子に乗り移ったのも、キン肉マンの火事場のクソ力を邪悪大神殿に封じ込めたのも全て超人閻魔の指示で、終盤ではキン肉マンスーパー・フェニックスに憑依したがキン肉マンに敗れている。
「完璧超人始祖編」では超人墓場が完璧超人の本拠地であり、超人閻魔が完璧超人の真のボスであることが判明。完璧超人たちは太古の世界では平穏に暮らしていたが、ある日完璧超人以外の超人が出現したことで彼らとの直接の接触を断った上で間接的な監視と指導を行うため、地上から姿を消す。そして地上と次元を隔てた空間に建設した超人墓場へ潜り込み、新種の超人たちの魂を陰から管理するようになった。

## 超人墓場の各所
内部の至る所にリングが存在しており、木製ポストと蔓のロープでできたリングが多い。
聖なる完璧の山（モン＝サン＝パルフェ）
超人墓場の別名。スカンジナビア半島と北極海の中間に浮かぶ人間界未踏の孤島に建設された城。そこへと通じる完璧超人以外には開かない道｢天への歩道（ロード・トゥ・ヘヴン）｣を渡った先にある。完璧超人始祖（パーフェクト・オリジン）たちは何万年もここに籠もり、世界を監視している。島の周辺は常に濃霧に覆われており、レーダーや偵察衛星でもその存在を感知することは不可能。外界の超人たちの間ではそこへ行けばどんな超人も強くなれるという噂があり、超人たちはその島から発せられる凄まじい磁場に引き寄せられ、最強の超人となるため極寒の海を泳ぐ者が後を絶たないが、完璧超人以外の者は灼熱の炎によって全て焼き尽くされる。
黄泉比良坂（よもつひらさか）
「裁きの門」と呼ばれる“聖なる完璧の山”正門から、超人墓場への間を繋ぐ通路。ここの番人は完璧超人始祖“完璧・参式”（パーフェクト・サード）ミラージュマンであり、神代から何万年も超人墓場に出入りする者の審査を務めている。また、正門闘技場の奥にある扉は超人墓場への入り口になっているが、この先はミラージュマンが作り出した幻影空間が構築されており、これに気付かない者は一生さまよい続けて真の超人墓場に辿り着くことは無い。この幻覚は主の絶命後も維持され続けるが、耐久性は消滅する。
禁断の石臼（モルティエ・デ・ピレ）
死んだ超人たちが送られる地下労働広場にある、この世で唯一無二と言われる超人パワーの人工生成装置。これを時計回りに回すことで、死亡超人たちは自分たちが生き返るためのパワーを自分たちで作っている。そのため、この装置が止まったら誰も生き返ることはできなくなる。現在のサグラダ・ファミリアの地下にオリジナルのアポロン・ウィンドウ即ちマグネット・パワーが存在しており、サイコマンが研究を行い、装置を完成させた。この装置の完成が、超人墓場建設のきっかけとなった。
この地で働く大勢の墓守鬼の管理および、“禁断の石臼”の守護を任されているのは超人墓場の最高監察官である"完璧・肆式"（パーフェクト・フォース）アビスマン。
「完璧超人始祖編」では、悪魔将軍が禁断の石臼を反時計回りに回し続けた結果、禁断の石臼は崩壊し、超人墓場と地上の現世が直結して完璧超人ではない悪魔六騎士も生きたまま進入可能になった。
始祖の門（オリジンゲート）
超人墓場の地下闘技場を囲むようにしてできた、10ある門。各扉の奥には、完璧超人始祖ひとりずつの部屋が存在する。門の前に設置された金網リング、で悪魔六騎士ジャンクマンと"完璧・伍式"（パーフェクト・フィフス）ペインマンの死闘が行われた。「壱」と「弐」の扉は施錠されており、「陸」から「拾」までの5つの部屋にジャンクマン以外の悪魔六騎士が侵入したが、それぞれの部屋は完璧超人始祖によって異次元に繋がれていた。
閻魔の部屋（えんまのへや）
禁断の石臼がある場所のさらに下層にある、超人閻魔の部屋。玉座の背後の祭壇には、完璧超人始祖がそれぞれ所持する「絶対の神器」と呼ばれる始祖のダンベルを捧げるための文字盤「ビギニングストーン（起こりの石版）」が存在する。

## その他
「夢の超人タッグ編」ではブラックホールが復活したほか、マッスル・ブラザーズ対はぐれ悪魔超人コンビの一戦で死霊として登場したザ・ニンジャも「キン肉星王位争奪編」では復活しているが、超人墓場が登場したのは「キン肉星王位争奪編」からであり､それ以前は先の「7人の悪魔超人編」で同じく敗れた仲間が死霊として登場するなど正悪を問わず戦死した超人の霊体がこの世に現れたこともある。
続編『キン肉マンII世』には登場していない。同作では霊体の超人がこの世に現れており、悪魔の胎内（デーモン･ウゥーム）内に物言う亡骸でできた大黒柱がある。前作で死亡したままの超人（スプリングマンなど）が壮年期の姿で登場している。『II世』24巻収録の238話「審判をくだす悪の釜!?」に登場する悪魔超人界に伝わる嘘発見用の「鬼出しの釜」についての回想シーンでは、閻魔大王とよく似た謎の超人が謎の場所で悪魔将軍と並んで座っている。
集英社ジャンプリミックス ワイド版コミックスにてイケメン・マッスルは第22回超人オリンピック ザ・レザレクション予選にて死亡した超人たちに対し「超人墓場での健闘を祈る」と発言している。